# Chetaïbi
Chetaibi là một đô thị thuộc tỉnh Annaba, Algérie. Dân số thời điểm năm 2002 là 7.583 người.